# 베누아 셰이루
브누아 셰이루(Benoît Cheyrou, 1981년 5월 3일, 시헤느 ~)는 프랑스의 전 축구 선수이다. 그는 중앙 미드필더로, 공격시 딥 라잉 플레이메이커 역할을 한다. 셰이루는 시야, 패스 능력, 어시스트로 알려져 있다. 그는 프랑스의 U-19, U-20, U-21 국가대표팀 선수로 활약한 적이 있다. 셰이루는 그와 마찬가지로 축구 선수인 브루노 셰이루의 동생이다.

## 경력

### 초기 경력
셰이루는 고향 클럽인 라싱 레바이와 92에서 축구를 시작하였는데, 이 클럽은 셰이루 가문이 전통적으로 젊은 시절 선수로 보낸 곳인데, 여기에 그 본인말고도 할아버지, 아버지, 형이 이 클럽에서 활약하였다. 이곳은 또한 그의 아버지가 어머니를 만난 곳이기도 하다. 베누아가 유소년 팀에서 활약할 당시, 그는 파리 생제르맹 FC의 유소년팀과 자주 만났는데, 그 클럽은 라싱보다 더 부유하고 경쟁력이 높았는데, 이점은 셰이루가 파리지앵의 거함에 작은 원한을 품게 만들었다. 형 브루노가 RC 랑스로 이적한 뒤, 베누아는 릴 OSC로 이적하기 전까지 잔류하였다. 그가 이적한 해, 그의 형도 릴에 합류하였다.

### 릴 OSC
셰이루는 이 팀의 유소년팀에서 2년을 머물다가 1999-2000 시즌에 1군에 승격되었다. 그는 1999년 9월 3일, 툴루즈 FC와의 경기에서 교체 출장하여 2-0 승리를 도왔다. 나흘 후, 그는 ES 바스케할과의 경기에서 처음으로 풀타임 출장하였고, 릴은 1-0 승리를 거두었다. 셰이루는 부상으로 시즌아웃되기 전까지 팀의 주축 선수로 활약하였다. 그는 2000-01 시즌에 디비시온 1로 승격한 릴에 복귀하였다. 셰이루는 부상으로 인해 2000-01 시즌동안 8번의 리그 경기 출장에 그쳤다. 다음 시즌, 셰이루의 출장 횟수는 23경기로 증가하였고, UEFA 컵 경기에서도 4경기 출장하였다. 그의 형이 리버풀 FC로 떠난 뒤, 그는 팀에서 더욱 중요한 선수가 되었다. 2002년 10월 5일, 그는 올랭피크 드 마르세유전에서 첫골을 기록하였는데, 그는 교체된지 3분만에 골을 기록하였고, 릴은 3-0 승리를 거두었다. 그는 시즌 중반에 벤치멤버에서 주전 선수로 승격한 뒤, 릴이 시즌을 5위로 마감하는데 큰 공을 세웠고, 그에 따라 UEFA 인터토토컵을 거쳐 UEFA 컵에 진출하게 되었다. 그의 릴에서의 마지막 시즌, 셰이루는 27번의 리그 경기에 출장하여 1골을 EA 갱강을 상대로 1-3 만회골을 기록하였다.

### AJ 오세르
2004년, 셰이루는 기 루가 이끄는 AJ 오세르로 이적하였다. 그의 옥세르에서 첫 시즌, 유럽대항전에 진출하였고, 동료 미드필더 필리프 비올로와 리오넬 마티와 더불어 주전 미드필더가 되었다. 셰이루는 29경기에 출장하였고, 이중 28경기를 선발로 출장하였다. 그는 올랭피크 리옹과의 경기에서 이 시즌의 유일한 골을 넣었고, 팀은 1-2로 패하였다. 오세르는 8위로 시즌을 마감하였고, 유럽대항전에 진출하지 못하였다. UEFA 컵에서, 셰이루는 8경기에 모두 출장하였고, 오세르는 PFC CSKA 모스크바에 8강전에서 합계 2-4로 패하여 탈락하였다. 세이루는 에레디비시에 속한 AFC 아약스와의 16강전에서 그의 첫 유럽대항전 골을 수확하였다. 그의 골로 오세르는 합계 2-2 동점을 이루어냈고, 이후 마티의 86분골로 합계 3-2가 되어 오세르는 8강에 진출하였다. 2005년 6월 4일, 세이루는 첫 메이저 타이틀을 2005년 쿠프 드 프랑스 결승전에서 CS 스당 아르덴을 2-1로 꺾고 이룩하였다. 그는 이 경기에서 90분 풀타임을 소화하였고, 소속팀은 보나벵튀르 칼루의 결승골로 승리를 거미쥐었다.
2005-06 시즌, 덴마크인 토마스 칼렌베르크가 오세르에 합류하여, 그와 훌륭한 파트너쉽을 구사하였다. 셰이루는 한시즌 최다인 35 리그경기 출장을 이룩하였고, 2골을 FC 소쇼 몽벨리아르와 FC 낭트와의 경기에서 결승골로 기록하였다. UEFA 컵에서 불가리아의 PFC 레프스키 소피아에 패해 타락한 뒤, 오세르는 리그를 6위로 마감하였고, UEFA 인터토토컵 진출을 이룩하였다. 2006-07 시즌, 셰이루는 9월에 2경기동안 오세르의 주장으로 선정되어, 그 경기에서 모두 승리를 일구어냈다. 오세르는 UEFA 컵에 3시즌 연속 진출하였지만, 이번에는 조별리그 4위로 실망스러운 성적을 거두었다. 오세르는 또한 리그 순위가 떨어져 유럽대항전 진출에 실패하였고, 셰이루 본인을 포함한 선수들이 UEFA 유럽대항전에 참가하기 위하여 클럽을 떠났다.

### 올랭피크 드 마르세유
2006-07 시즌 이후, 마르세유의 스포르팅 디렉터 조세 아니고는 셰이루에 눈독을 들였다. 2007년 6월 21일, 몇주간의 협상 끝에, 마르세유는 오세르와 합의하여 셰이루의 이적과 4년 계약에 합의하였고, €5M의 가격에 옥세르에서 남쪽 해안의 마르세유 클럽으로 이적하였다. 셰이루는 동료 신입생 가옐 기베와 로랑 보나르와 더불어 프리젠테이션에 나타났고, 셰이루는 등번호 7번을 부여받았다. 셰이루는 2007년 8월 4일 RC 스트라스부르와의 0-0 무승부 경기에서 새팀 데뷔전을 치루었다. 셰이루는 동료 프랑스인 사미르 나스리와 알바니아의 로리크 카나와 환상적인 호흡을 자랑하였다. 셰이루는 FC 지롱댕 드 보르도와 RC 랑스와의 경기에서 2골을 기록하였고, 두 경기 모두 무승부로 종료되었다. 마르세유는 올랭피크 리옹과 FC 지롱댕 드 보르도의 뒤를 이어 리그를 3위로 마감하였다. 셰이루는 리그 올해의 팀 일원으로 선정되었다. 그는 또한 처음으로 안필드에서 열린 리버풀 FC전에서 UEFA 챔피언스리그 데뷔전을 치루었고, 이 경기에서 이변의 승리를 거두었다. 불행하게도 마르세유는 4, 5, 6라운드를 모두 패하며, FC 포르투와 리버풀 FC에 밀려 A조 3위로 마감하였다. 이로써 마르세유는 UEFA 컵으로 무대를 옮겼다. UEFA 컵에서, 마르세유는 페트로프스키 경기장에서 열린 러시아의 FC 제니트 상트페테르부르크와의 16강 원정에서 1-3으로 패하며 탈락하였다. 셰이루는 FC 스파르타크 모스크바와의 32강 1차전 경기에서 이 시즌의 유일한 유럽대항전 골을 기록하였고, 마르세유는 3-0 승리를 거두었다.
2008-09 시즌은 셰이루에 있어서 경력의 정점을 찍었다. 그는 34번의 리그 경기에 출장하여, 3골을 득점하였고, 7번 어시스트를 하였다. 그의 긍정적인 경기력에 힘입어 마르세유는 FC 지롱댕 드 보르도에 3점차로 안타깝게 밀리며 준우승을 하였다. 그는 첫 2골을 AS 생테티엔과 그르노블 푸트 38 전에서 기록하였다. 2009년 4월 26일, 셰이루는 라이벌 릴 OSC전에서 동점골을 기록하여, 팀의 2-1 승리에 결정적인 역할을 하였다. 그는 릴에서의 좋은 경기력을 이어, 스타드 렌 FC와의 리그 최종전에서도 2어시스트를 기록하였고, 팀은 4-0 승리로 시즌을 마무리하였다. 만약 마지막날에 보르도가 패하였다면, 마르세유는 우승 할 수도 있었다. 그의 성과에 따라, 셰이루는 2년 연속 올해의 팀 일원으로 선정되었다. 유럽대항전에서, 셰이루는 챔피언스리그 예선 노르웨이의 SK 브란과의 1차전에서 1-0 결승골을 기록하였다. UEFA 컵 32라운드에서 마르세유는 그의 킥을 성공시키며, 승부차기에서 7-6으로 승리하였다. 다음 라운드에서, 셰이루는 AFC 아약스와의 1차전 경기에서 선제골을 득점하였고, 소속팀은 2-1 승리를 거두었다. 2차전에서 티론 미어스의 연장전 결승골로, 8강 진출에 성공하였다. 그러나, 마르세유는 나중에 우크라이나의 FC 샤흐타르 도네츠크를 만나 탈락하였다.

## 경력 통계
2012년 11월 11일 기준
| 클럽                 | 시즌      | 리그 | 리그 | 리그     | 컵   | 컵   | 컵       | 유럽대항전 | 유럽대항전 | 유럽대항전 | 합계 | 합계 | 합계     |
| 클럽                 | 시즌      | 출전 | 득점 | 어시스트 | 출전 | 득점 | 어시스트 | 출전       | 득점       | 어시스트   | 출전 | 득점 | 어시스트 |
| -------------------- | --------- | ---- | ---- | -------- | ---- | ---- | -------- | ---------- | ---------- | ---------- | ---- | ---- | -------- |
| 릴 OSC               | 1999-00   | 11   | 0    | 1        | 2    | 0    | 0        | 0          | 0          | 0          | 13   | 0    | 1        |
| 릴 OSC               | 2000–01   | 8    | 0    | 0        | 0    | 0    | 0        | 0          | 0          | 0          | 8    | 0    | 0        |
| 릴 OSC               | 2001–02   | 23   | 0    | 3        | 3    | 0    | 0        | 4          | 0          | 0          | 30   | 0    | 3        |
| 릴 OSC               | 2002–03   | 31   | 1    | 1        | 7    | 1    | 2        | 0          | 0          | 0          | 38   | 2    | 3        |
| 릴 OSC               | 2003–04   | 27   | 1    | 2        | 1    | 0    | 0        | 0          | 0          | 0          | 28   | 1    | 2        |
| 합계                 | 합계      | 100  | 2    | 7        | 13   | 1    | 2        | 4          | 0          | 0          | 117  | 3    | 9        |
| AJ 오세르            | 2004–05   | 29   | 1    | 4        | 7    | 0    | 1        | 8          | 1          | 2          | 44   | 2    | 9        |
| AJ 오세르            | 2005–06   | 35   | 2    | 4        | 7    | 0    | 0        | 1          | 0          | 0          | 43   | 2    | 4        |
| AJ 오세르            | 2006–07   | 34   | 3    | 5        | 3    | 0    | 0        | 7          | 1          | 2          | 44   | 4    | 8        |
| 합계                 | 합계      | 98   | 6    | 13       | 17   | 0    | 1        | 16         | 2          | 4          | 121  | 8    | 18       |
| 올랭피크 드 마르세유 | 2007–08   | 35   | 2    | 8        | 4    | 0    | 1        | 8          | 1          | 2          | 47   | 3    | 11       |
| 올랭피크 드 마르세유 | 2008–09   | 34   | 3    | 7        | 2    | 0    | 0        | 14         | 2          | 3          | 50   | 5    | 10       |
| 올랭피크 드 마르세유 | 2009–10   | 32   | 5    | 5        | 4    | 1    | 1        | 9          | 1          | 1          | 45   | 7    | 7        |
| 올랭피크 드 마르세유 | 2010–11   | 20   | 2    | 1        | 4    | 0    | 0        | 5          | 0          | 3          | 29   | 1    | 4        |
| 올랭피크 드 마르세유 | 2011–12   | 33   | 4    |          | 0    | 0    | 0        | 9          | 0          |            | 42   | 4    |          |
| 올랭피크 드 마르세유 | 2012–13   | 11   | 1    |          | 0    | 0    | 0        | 3          | 0          |            | 14   | 1    |          |
| 합계                 | 합계      | 166  | 17   | 21       | 14   | 1    | 2        | 48         | 4          | 9          | 227  | 22   | 32       |
| 경력 합계            | 경력 합계 | 363  | 25   | 41       | 34   | 2    | 5        | 56         | 6          | 13         | 465  | 33   | 59       |

## 수상

### 클럽
릴 OSC
- 리그 2: 1999-2000

AJ 옥세르
- 쿠프 드 프랑스: 2004-05

올랭피크 드 마르세유
- 리그 1: 2009-10
- 쿠프 드 라 리그: 2010, 2011

### 국가대표팀
U-19 국가대표팀
- UEFA U-19 챔피언쉽: 2000

### 개인 수상
- 리그 1 올해의 팀: 2007–08, 2008–09, 2009–10

## 참조
1. ↑  쿠프 드 프랑스, 쿠프 드 라 리그, 트로페 데 샹피옹 포함
2. ↑  UEFA 슈퍼컵 포함